# Kolik očí má den
Kolik očí má den (1987) je básnická sbírka Jiřího Suchého. Obsahuje básně, texty písní a "hvězdářskou operu" Planeta s tiše fialovou září. Kniha je ilustrovaná autorem. Doslov napsal Jiří Hájek.

## Básně
| - Nelze to říci jednoduše (hrst básní) - Dneska začnu - První láska - Dialogy - Pokání - Stan Laurel a Oliver Hardy - Charlie Chaplin - Nedomilovaná noc - Země je puklá - Konfety - Báseň o noze - Letmý dotek - Havárie dvojplošníku - Kuchyňská měsíční svita - Nelze to říci jednoduše - Planeta s tiše fialovou září - Verše ke zpívání aneb Písničky - Kolik očí má den - Opona stříbrem pošitá - Šantány a bary - Dneska jsme dál - Poplujem spolu do ráje - To je láska - Protektorátní blues - Ach ty stránky - Letní večer - Láska je vlastně štěstí - Strip polka - Vážka zimomřivá - Mám zlatej důl - Modrá se pole koukolem | - - Kočičí samba - Dítě velkoměsta - Exploze - Ve jménu fantazie - Opilá balerína - Stádo velocipédů - Nána v povětří - Říkanka pro Madlu a pro Kadla - Pojď sem blíž - Oceán - Bomba na klíně - Chtěla bych být starobylou mapou - Proklatá Adelaida - Konzerva v trávě - Stmívá se a já jdu spát - Kankán je lev - Poslal si mne pan Beránek pro pivo - Špatný počasí - Velké revuální číslo - Opium - Bludička - Dívenka z duhy - Opona světlo a gong - Toužím - Naruby - Já nejsem tvá - Soucit - Když stávám na stráži - Tam kde se Vltava do Mississippi vlévá - Na shledanou přijdu zas |

## Nakladatelské údaje
- Jiří Suchý: Kolik očí má den. Melantrich, Praha, 1987.